# Nueva Frontera
Nueva Frontera è un comune dell'Honduras facente parte del dipartimento di Santa Bárbara.
Il comune venne istituito nel 1994.